# Лыса
Лыса (укр. Лиса) — село в Подгаецкой городской общине Тернопольского района Тернопольской области Украины.
До 2020 года входило в Подгаецкий район.
Население по переписи 2001 года составляло 363 человека. Занимает площадь 11,088 км². Почтовый индекс — 48033. Телефонный код — 3542.